# 우언좌타
우언좌타는 야구에서 언더핸드의 형식으로 공을 던지고 타석에선 좌타자의 타석으로 들어서는 야구 선수를 가리키는 단어이다. 

## 설명
우언좌타는 우사좌타와 함께 우투좌타 유형 중에 하나인 야구 선수 유형이다. 우사좌타와 마찬가지로 우언좌타도 전부 투수에 포진되어 있다. KBO에선 우언좌타인 선수는 우규민이 있으며 MLB에서는 칼 메이스가 우언좌타인 선수가 된다.

## 같이 보기
- 야구
- 투수